# Dimitrie Teleor
Dimitrie Teleor (pseudonimul lui Dumitru Constantinescu) (n. 10 mai 1858, Atârnați, azi Cernetu, județul Teleorman – d. 4 aprilie 1920, București) a fost un publicist, scriitor, folclorist, și scriitor român. Prieten al marelui I. L. Caragiale.

## Schițe și nuvele
- Nuvele (1883)
- Scene și portrete (1886)
- Flori de liliac (1888)

## Versuri
- Icoane (1891)
- Realiste (1896)
- Sonete patriarhale (1916)